# Filip Holender
Filip Holender, född 27 juli 1994 i Kragujevac, är en ungersk fotbollsspelare som spelar för Partizan Belgrad. Han representerar även Ungerns fotbollslandslag.
Trots att han föddes i Kragujevac, FR Jugoslavien (idag i Serbien), var hans farfar ungersk och Holender beslutade att representera Ungern internationellt.